# Эккард, Макс
Эккард Макс (нем. Max Eckard, 1914—1998) — немецкий актёр театра и кино, актёр дубляжа.

## Биография
Эккард Макс родился 25 октября 1914 года в городе Киль.
Работал в театрах Берлина, Гамбурга, Дюссельдорфа (в труппе Густафа Грюндгенса), затем в Немецком драматическом театре в Гамбурге.
Дебют Эккарда в кинематографе состоялся в 1934 году.
Телевизионные зрителя помнят его по телеспектаклям. Он сыграл роль Вильгельма Телля (1966) и Антонио в Уильяма в комедии Шекспира «Венецианский купец» (1968). В 1963 году на экраны вышел сериал «Tim Frazer» где он исполнял главную роль.
Как актёр дубляжа Эккард озвучивал роли своих известных коллег фильмах «Красная палатка» (роль Шона Коннери), «Трамвай «Желание»» (роль Карла Молдена), «Grand Prix» (Ив Монтан), «Des Königs Admiral» (роль Грегори Пека), «Идиот» (роль Жерара Филипа) и многих других. Кроме того у него было много работ на радио.

## Творчество

### Фильмография
- 1934 — / Krach um Jolanthe
- 1940 — / Das Fräulein von Barnhelm
- 1940 — / Zwei Welten
- 1947 — / Wozzeck
- 1948 — / Fahrt ins Glück
- 1949 — / Gesucht wird Majora
- 1950 — / Träum’ nicht, Annette!
- 1952 — / Der große Zapfenstreich
- 1960 — / Das Land der Verheissung TV
- 1960 — / Wer überlebt ist schuldig TV
- 1960 — Фауст — Valentin
- 1961 — / Der Schlagbaum TV
- 1961 — / Ruf zu Leidenschaft TV
- 1963 — / Tim Frazer — Tim Frazer
- 1966 — / Gideon
- 1966 — Вильгельм Телль / Wilhelm Tell
- 1967 — / Die spanische Puppe TV
- 1967 — / Der Mann aus dem Bootshaus TV
- 1968 — / Der Kaufmann von Venedig
- 1970 — / Abel, wo ist dein Bruder TV
- 1975 — Деррик / Derrick
- 1977 — Травести / Travestie
- 1981 — / In der Sache J.Robert Oppenheimer TV